# Mount Carson
Mount Carson är ett berg i Antarktis. Det ligger i Östantarktis. Nya Zeeland gör anspråk på området. Toppen på Mount Carson är 2 830 meter över havet, eller 253 meter över den omgivande terrängen. Bredden vid basen är 10,2 km.
Terrängen runt Mount Carson är varierad. Trakten är obefolkad. Det finns inga samhällen i närheten.